# Turinyphia
Turinyphia is een geslacht van spinnen uit de familie hangmatspinnen (Linyphiidae).

## Soorten
De volgende soorten zijn bij het geslacht ingedeeld:
- Turinyphia cavernicola Wunderlich, 2008
- Turinyphia clairi (Simon, 1884)
- Turinyphia maderiana (Schenkel, 1938)
- Turinyphia yunohamensis (Bösenberg & Strand, 1906)